# Pont du Roi
Cet article concerne le pont sur le Doux en Ardèche. Pour les articles homonymes, voir Pont du Roi (homonymie).
Le pont du Roi est un pont situé en France entre les communes de Boucieu-le-Roi et de Colombier-le-Vieux, dans le département de l'Ardèche en région Auvergne-Rhône-Alpes.
Il fait l'objet d'une inscription au titre des monuments historiques depuis 1927.

## Localisation
Le pont enjambe la rivière du Doux entre les communes de Boucieu-le-Roi et de Colombier-le-Vieux, dans le département français de l'Ardèche.

## Historique
L'édifice est inscrit au titre des monuments historiques le 21 juin 1927,.